# Eleccions federals suïsses de 1967
Les eleccions federals suïsses de 1967 se celebraren el 29 d'octubre de 1967 per a renovar els 200 membres del Consell Nacional de Suïssa i els 46 membres del Consell dels Estats de Suïssa que escolliran els 21 membres del Consell Federal de Suïssa. El partit més votat fou el Partit Socialdemòcrata de Suïssa.

## Resultats electorals

### Consell Nacional de Suïssa
Resultat de les eleccions al Consell Nacional de Suïssa de 29 d'octubre de 1967
| Partits                                                           | Partits                                 | Abr.        | Vots      | %    | +/–   | Escons | +/– |
| ----------------------------------------------------------------- | --------------------------------------- | ----------- | --------- | ---- | ----- | ------ | --- |
|                                                                   | Partit Socialdemòcrata de Suïssa        | SPS/PSS     |           | 23,5 | -3,1% | 51     | -2  |
|                                                                   | Partit Radical Democràtic de Suïssa     | FDP/PLR     |           | 23,2 | -0,8% | 49     | -2  |
|                                                                   | Partit Popular Democristià de Suïssa    | CVP/PDC     |           | 22,1 | -1,3% | 45     | -3  |
|                                                                   | Partit de Pagesos, Artesans i Ciutadans | SVP/UDC     |           | 11,0 | -0,4% | 21     | -1  |
|                                                                   | Aliança dels Independents               | LdU         |           | 9,1  | +4,1% | 16     | +6  |
|                                                                   | Partit Liberal de Suïssa                | LPS/PLS     |           | 2,3  | +0,1% | 6      | ±0  |
|                                                                   | Partit del Treball                      | PdA/PST-POP |           | 2,9  | +0,7% | 5      | +1  |
|                                                                   | Partit Democràtic                       | PD/DP       |           | 1,4  | -0,4% | 3      | -1  |
|                                                                   | Partit Evangèlic Popular                | EVP/PEV     |           | 1,6  | ±0%   | 3      | +1  |
|                                                                   | Acció Nacional                          | NA/AN       |           | 0,8  | -     | 1      | -   |
| Total (participació 65,7%)                                        | Total (participació 65,7%)              |             | 1.002.229 |      |       |        | 200 |
| Font: http://www.wahlen.ch/ Arxivat 2021-02-28 a Wayback Machine. |                                         |             |           |      |       |        |     |